# 致密板
致密板（英語：lamina densa），又称基板（英語：basal lamina），由一层较厚的高电子密度膜状结构构成，位于透明板下方。
IV型胶原蛋白、由VII型胶原蛋白构成的锚原纤维，以及真皮微原纤维三者共同组成致密板。